# Sulzbach an der Murr
Sulzbach an der Murr település Németországban, azon belül Baden-Württembergben. Lakosainak száma 5341 fő (2023. december 31.).

## Népesség
A település népessége az elmúlt években az alábbi módon változott:
| Lakosok száma | 4665 | 5285 | 5340 | 5340 | 5265 | 5307 | 5341 |
|               | 1975 | 2017 | 2018 | 2019 | 2021 | 2022 | 2023 |